# Memory (programma televisivo)
Memory è stato un programma televisivo italiano in onda in seconda serata su Rai Premium per sei settimane, dal 21 settembre al 26 ottobre 2015 con la conduzione di Maurizio Costanzo e affiancato da Giovanna Rei
.

## Il programma
In ogni puntata, viene ospitato un artista del cinema e della televisione, che assieme a Maurizio Costanzo, e grazie a immagini e video delle Teche Rai, ricorderà i più bei momenti della propria carriera.

## Edizioni
| Edizione | Periodo           | Periodo         | Puntate | Conduzione                     | Telespettatori | Share |
| -------- | ----------------- | --------------- | ------- | ------------------------------ | -------------- | ----- |
| 1ª       | 21 settembre 2015 | 26 ottobre 2015 | 6       | Maurizio Costanzo Giovanna Rei |                |       |

## Ascolti
| Puntata | Data              | Ospite                                         | Telespettatori | Share |
| ------- | ----------------- | ---------------------------------------------- | -------------- | ----- |
| 1       | 21 settembre 2015 | Giorgio Albertazzi Agnese Nano                 |                |       |
| 2       | 28 settembre 2015 | Nino Frassica Francesco Pannofino              |                |       |
| 3       | 5 ottobre 2015    | Loretta Goggi                                  |                |       |
| 4       | 12 ottobre 2015   | Giacomo Campiotti Lunetta Savino Ivan Cotroneo |                |       |
| 5       | 19 ottobre 2015   |                                                |                |       |
| 6       | 26 ottobre 2015   |                                                |                |       |